# Jesús Arámbarri (compositeur)
Pour les articles homonymes, voir Jesus Arambarri.
Jesús Arámbarri, né le 13 avril 1902 à Bilbao et moert le 11 juillet 1960 à Madrid, est un compositeur et chef d'orchestre espagnol d'origine basque.

## Biographie
Il fait ses premières études musicales à l'Academia Vizcaina, puis au Conservatoire de Bilbao. Il étudie le piano, l'orgue, la composition avec Jesús Guridi et l'harmonie. Il poursuit sa formation à Paris avec Paul Le Flem et Paul Dukas et en Suisse avec Vladimir Golschmann et Felix Weingartner. Il se lance dans la composition à partir de 1929. Interprète de ses propres œuvres, son domaine de prédilection est la direction d'orchestre. En 1932, il devient directeur de la Fanfare municipale et est nommé à la tête de l'Orchestre symphonique de Bilbao.
Il décède en 1960 pendant un concert qu'il dirige au Parc du Retiro de Madrid.

## Œuvres
- Gabon zar Sorgiñak : preludio orquestal : prélude orchestral, 1930.
- Ocho canciones vascas : huit mélodies basques pour soprano et orchestre, 1931
- Elegia In Memoriam : élégie, 1930.
- Aiko-Maiko (ballet) : suite symphonique, 1932.
- Viento Sur (opérette) 1946